# Gonia robusta
Gonia robusta är en tvåvingeart som beskrevs av Brooks 1944. Gonia robusta ingår i släktet Gonia och familjen parasitflugor.
Artens utbredningsområde är Kalifornien. Inga underarter finns listade i Catalogue of Life.